# Rakel

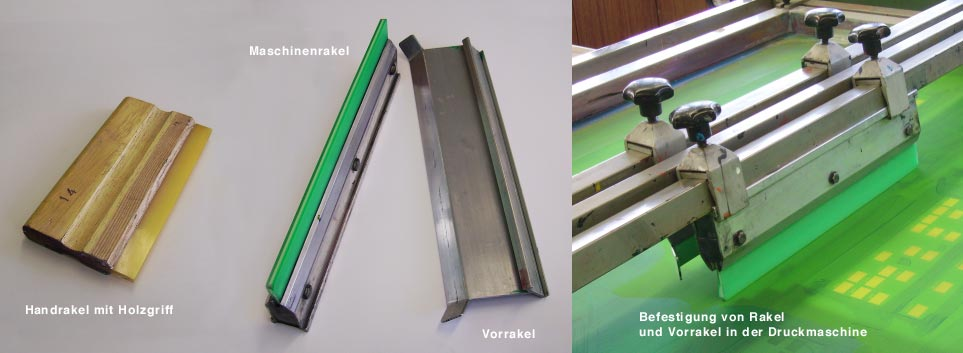
Zeefdrukrakel, handmatig of machinaal

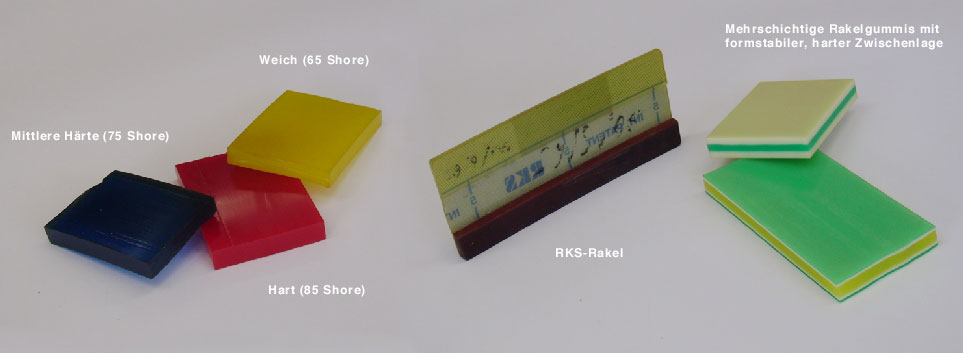
Zeefdruk, speciale rakels

Een rakel is een technische term voor een mesvormig gereedschap van bijvoorbeeld rubber, staal of hout. Deze wordt gebruikt voor het wegschrapen van het teveel aan inkt van bijvoorbeeld een diepdrukcilinder zoals gebruikt in een drukkerij.
Een andere toepassing is bij het maken van zeefdrukken. Hier wordt met behulp van dit instrument de inkt door de nog open delen in het gaas (i.e. de afbeelding) van het zeefdrukraam fysiek op het te bedrukken substraat gebracht.

Het werkwoord (op)rakelen refereert aan het met een hark (rakel in het vlaams) losmaken van aarde of het met een pook roeren in het vuur.